# Bruce Braley
Bruce Lowell Braley (ur. 30 października 1957 w Grinnell) – amerykański adwokat, polityk, członek Partii Demokratycznej.

## Działalność polityczna
W okresie od 3 stycznia 2007 do 3 stycznia 2015 przez cztery kadencje był przedstawicielem 1. okręgu wyborczego w stanie Iowa w Izbie Reprezentantów Stanów Zjednoczonych.